# Expedition 10
L'Expedition 10 è stato il decimo equipaggio della Stazione spaziale internazionale.

## Equipaggio
| Ruolo             | Ottobre 2004 – Aprile 2005              |
| ----------------- | --------------------------------------- |
| Comandante        | Leroy Chiao, NASA Quarto volo           |
| Ingegnere di volo | Saližan Šaripov, Roscosmos Secondo volo |

## Parametri della missione
- Perigeo: 384 km
- Apogeo: 396 km
- Inclinazione: 51,6°
- Periodo: 1 ora e 32 minuti

- Aggancio: 16 ottobre 2004, 4:15:32 UTC
- Sgancio: 24 aprile 2005, 18:44:40 UTC
- Durata dell'attracco: 190 giorni, 14 ore, 29 minuti e 8 secondi